# Бойко Степан Іванович
Степа́н Іва́нович Бо́йко (*7 січня 1901, Потуржин Томашівського повіту на Холмщині — †19 листопада 1930, Луцьк)  — діяч комуністичного руху в Західній Україні за часів Польщі.

## Життєпис
Народився у родині селян Івана та Олександри Бойків. Вчився у гімназії та учительській семінарії, але не закінчив навчання. У 1915 р., після початку Першої світової війни та наступу німецьких і австрійських військ, родина переїхала до Казані.
У 1918 повернувся на Холмщину і створив у с. Потуржин підпільну молодіжну комуністичну організацію. Згодом вступив до КПЗУ.
Наприкінці травня 1925 р. був знов заарештований. Підчас слідства перебував у в'язницях міст Замостя та Краснистав. Написав до матері кілька листів, в яких стверджував, що кримінальна справа проти нього та інших активістів ґрунтується на показах засланного політичною поліцією провокатора. Ці листи були вилучені адміністрацією в'язниці та долучені до справи.
Під час слідства зізнався про свою належність до Української соціал-демократичної партії, а згодом й до КПЗУ. Він також підтвердив свою участь у засіданні місцевого комітету КПЗУ у березні 1925 р. та поширенні комуністичної літератури. У обвинуваченні зазначалося також, що після комуністичної демонстрації у с. Потуржин у жовтні 1924 р., Бойко разом з однодумцями співав «Інтернаціонал».
25 січня — 3 лютого 1926 р. Бойко разом з іншими 54 мешканцями Холмщини постав перед Окружним судом Замостя за обвинуваченням у приналежності до КПЗУ та намаганні «відірвати» західноукраїнські землі від Польщі та приєднати їх до Радянської України (статті 102 та 132 Кримінального кодексу Польщі, які передбачали відповідальність за антидержавну діяльність). Адвокатом Бойка на суді був Степан Шухевич — дядько головнокомандувача Української повстанської армії Романа Шухевича. Під час суду заперечив приналежність до КПЗУ та заявив, що надавав зізнання поліції під тиском слідчого.
Бойка було засуджено до 4 років позбавлення волі. В очікуванні розгляду апеляційної скарги перебував у Люблінській тюрмі. 25 серпня 1926 р. Люблінський суд залишив рішення суду попередньої інстанції без змін. Бойка перевели до в'язниці у місті Ленчиця. У тюрмі організував комуну, налагодив канал доставки нелегальної і легальної літератури та створив систему навчання для в'язнів. В ув'язнні вивчив німецьку та французьку мови. Після звільнення з тюрми У 1929—30 працював секретарем Станіславського, Львівського (підміського), Холмського та Волинського окружних комітетів КПЗУ, поширював листівки та брошури щодо переваг радянської влади.
Восени 1930 р. поліція арештувала 175 комуністичних діячів, серед них 19 листопада на залізничному вокзалі Луцьку був заарештований Бойко. Згідно з документами поліції, під час допиту він заявив, що має речові докази щодо комуністичної діяльності, і може показати помешкання, де вони зберігаються. Підчас конвоювання за названою ним адресою, Бойко на мосту над річкою Стир перескочив перила та впав у воду. Поліцейські організували пошуки, але не знайшли втікача, і поліція дійшла висновку, що він втонув при спробі втечі.
КПЗУ та Міжнародна організація допомоги борцям революції (МОДР) висунули іншу версію загибелі Бойка — на їхню думку, його вбили поліцейські під час допиту за участі заступника начальника з політичних питань Слідчого управління у м. Луцьку комісара С. Заремби. Такої ж думки притримувалися й радянські історики.
Пам'ятник Бойку був встановлений у Луцьку в 1969 році на вулиці Лесі Українки поруч із Тринітарським монастирем. Демонтований у квітні 2016 року у рамках загальнодержавної кампанії декомунізації.